# Forum Związków Zawodowych

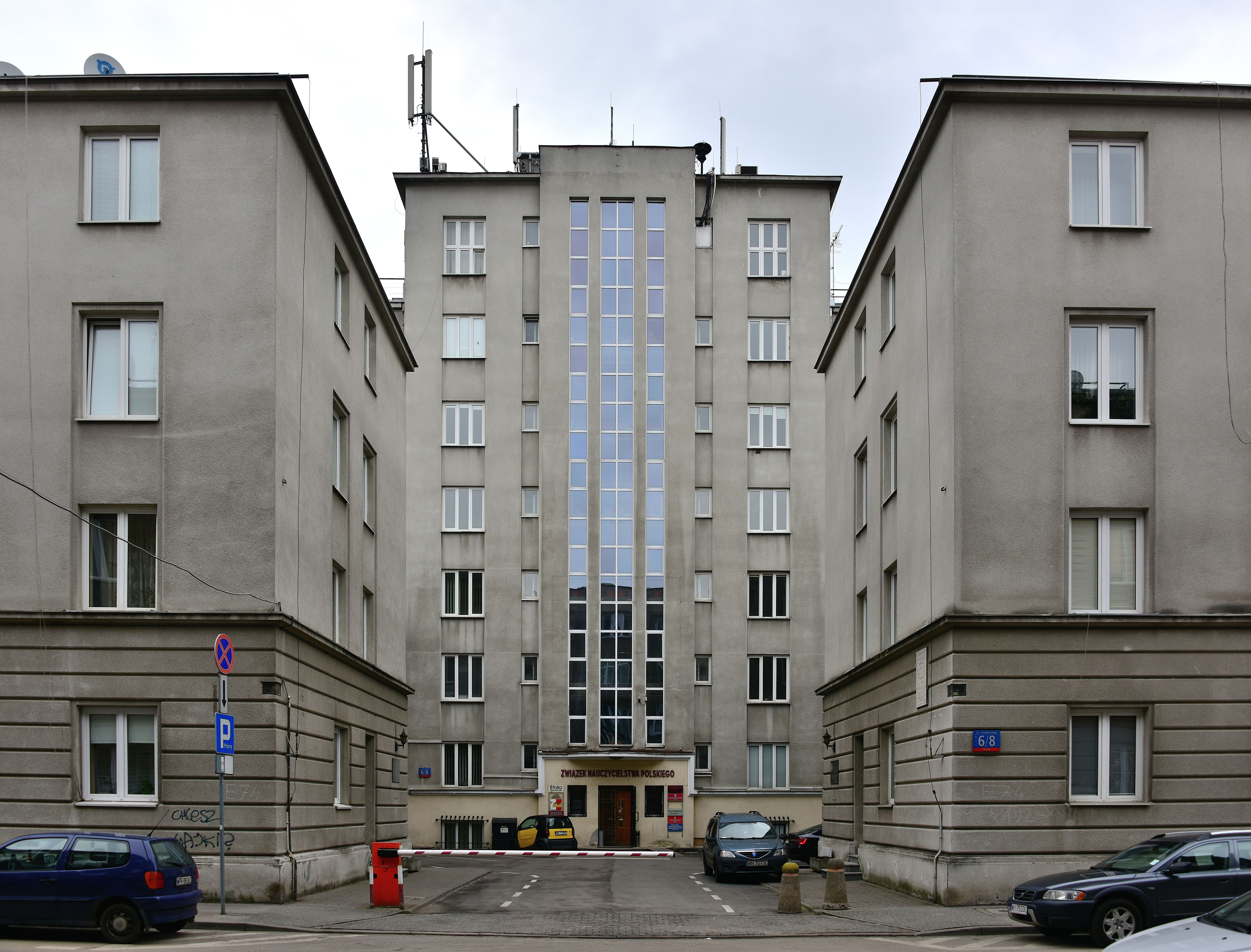
b. siedziba centrali Forum Związków Zawodowych w budynku ZNP w Warszawie (2016-2020)

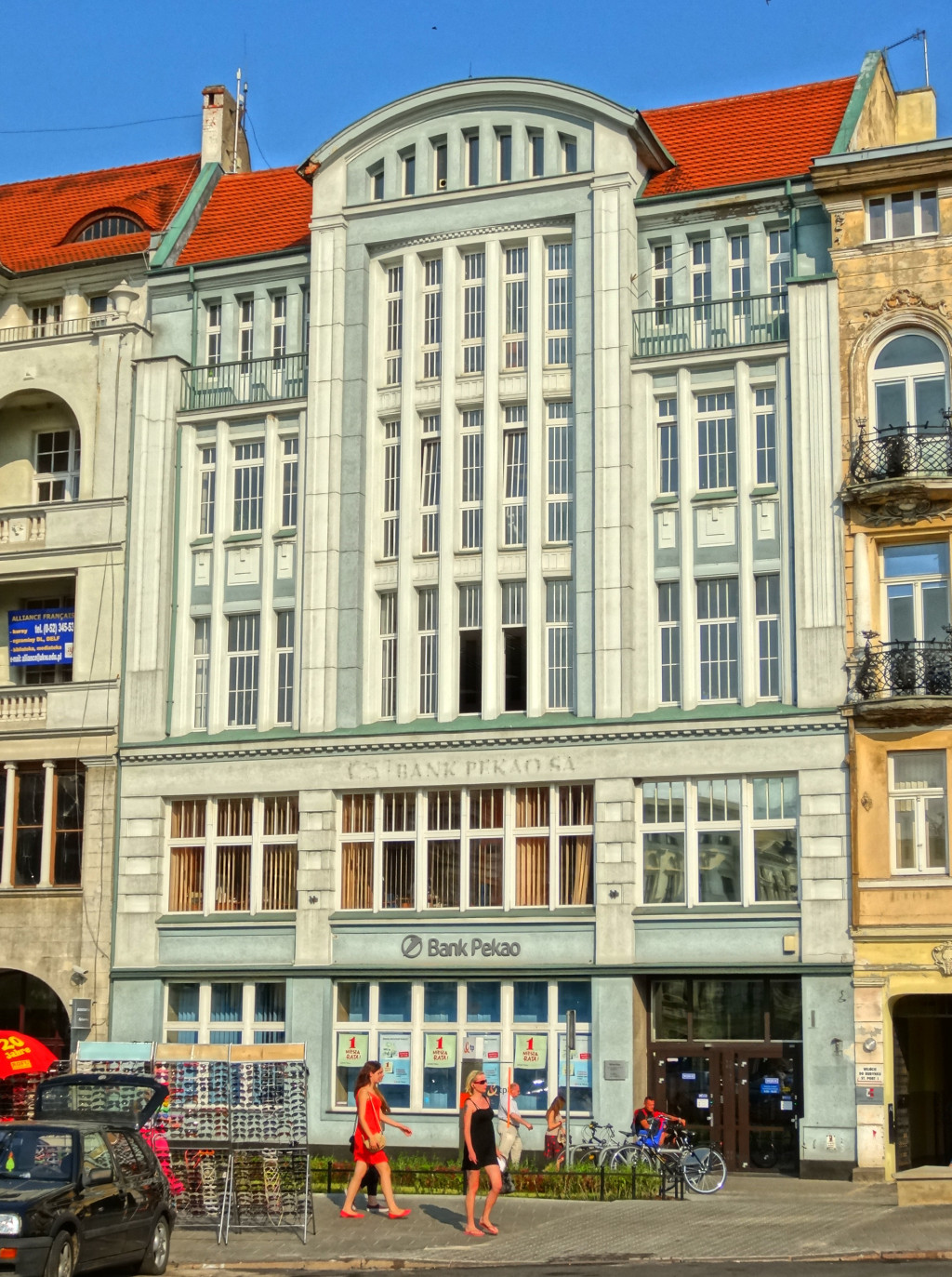
b. siedziba centrali Forum Związków Zawodowych w Bydgoszczy (2002-2016)

Forum Związków Zawodowych (FZZ) – ogólnopolska struktura (centrala) związkowa, niezależna, tzn. niezwiązana z żadnym ugrupowaniem politycznym. Forum zostało zarejestrowane w dniu 31 stycznia 2002 w sądzie rejestrowym w Bydgoszczy, w XIII Wydziale Gospodarczym Krajowego Rejestru Sądowego, postanowieniem z dnia 8 czerwca 2002.
Przez kilka lat FZZ było członkiem Europejskiej Konfederacji Niezależnych Związków Zawodowych CESI (Confédération Européenne des Syndicats Indépendants), z której zostało usunięte za niepłacenie składek i absencję na spotkaniach. Przedstawiciele FZZ (Dorota Gardias, Tomasz Jasiński, Wiesław Siewierski) uczestniczą w pracach Europejskiego Komitetu Ekonomiczno-Społecznego (The European Economic and Social Committee – EESC lub EcoSoc), organu doradczego i opiniodawczego Unii Europejskiej. Od 2012 FZZ jest członkiem Europejskiej Konfederacji Związków Zawodowych (European Trade Union Confederation – ETUC), wszystkie organizacje z siedzibą w Brukseli.
Przewodnicząca Forum Dorota Gardias reprezentuje Ogólnopolski Związek Zawodowy Pielęgniarek i Położnych.
Forum Związków Zawodowych zrzesza ponad 300 tys. członków i obejmuje swoim działaniem ponad połowę działów gospodarki według PKD. Jest więc organizacją reprezentatywną w rozumieniu zapisów Ustawy o Trójstronnej Komisji do Spraw Społeczno-Gospodarczych i Wojewódzkich Komisjach Dialogu Społecznego. Pod względem liczby członków zajmuje wśród central związkowych III miejsce, po OPZZ i NSZZ „Solidarność”.
Przedstawiciele FZZ prowadzą dialog ze stroną rządową w ramach Komisji Trójstronnej ds. Społeczno-Gospodarczych. Jego uczestnikami są również ze strony pracowników: przedstawiciele NSZZ „Solidarność”, Ogólnopolskie Porozumienie Związków Zawodowych; ze strony pracodawców: Konfederacja Pracodawców Polskich, Konfederacja Lewiatan, Związek Rzemiosła Polskiego oraz Business Centre Club.
We wszystkich województwach utworzono struktury terenowe. Reprezentanci FZZ uczestniczą:
- w pracach wojewódzkich komisji dialogu społecznego, którym przewodniczą wojewodowie,
- w radach oddziałów wojewódzkich Narodowego Funduszu Zdrowia,
- w wojewódzkich radach zatrudnienia.

Przed wyborami parlamentarnymi w 2005 Forum Związków Zawodowych zawarło porozumienie wyborcze z Samoobroną RP.
Forum poparło zorganizowany przez Związek Nauczycielstwa Polskiego i rozpoczęty 8 kwietnia 2019 ogólnopolski strajk nauczycieli.

## Chronologia
- I Kongres Forum Związków Zawodowych – 15–16 kwietnia 2002, Warszawa
- II Kongres FZZ – 26–28 kwietnia 2006, Zegrze k. Warszawy
- III Kongres FZZ – 12–14 kwietnia 2010, Bydgoszcz
- X-lecie FZZ – 16–17 maja 2012, Warszawa
- IV Kongres FZZ – 13–15 kwietnia 2014, Falenty k. Warszawy
- Nadzwyczajny Kongres FZZ – 21 grudnia 2015, Warszawa
- przeniesienie centrali do Warszawy – 2016
- V Kongres FZZ – 14–15 maja 2018, Warszawa[4]

## Organizacje związkowe – sygnatariusze Forum
Aktualnie sygnatariuszami Forum Związków Zawodowych jest 87 organizacji związkowych. Aktualna ich lista znajduje się na stronie internetowej FZZ. Największe z nich to: Ogólnopolski Związek Zawodowy Pielęgniarek i Położnych, Federacja Związków Zawodowych Pracowników PKP, Niezależny Samorządny Związek Zawodowy Policjantów, Związek Zawodowy Inżynierów i Techników, Ogólnopolski Związek Zawodowy Lekarzy.
- Federacja Związków Zawodowych Maszynistów Kolejowych
- Federacja Związków Zawodowych Pracowników PKP
- Konfederacja Związków Zawodowych Pracowników Telekomunikacji w Polsce
- Krajowy Wolny Związek Zawodowy Pracowników Gospodarki Wodnej i Ochrony Środowiska
- Krajowy Związek Zawodowy Ciepłowników
- Krajowy Związek Zawodowy Inspektorów Kontroli Zakładu Ubezpieczeń Społecznych
- Mazowiecki Związek Zawodowy Pracowników Drogownictwa RP
- Międzyoddziałowy Związek Zawodowy Pracowników EnergiaPro Koncernu Energetycznego S.A. w Lubaniu
- Międzyzakładowa Organizacja Związku Zawodowego Pracowników Ochrony Zdrowia przy Szpitalu Specjalistycznym im. Łukowicza w Chojnicach
- Międzyzakładowy Młodzieżowy Związek Zawodowy Pracowników Mittal Steel Poland S.A.
- Międzyzakładowy Związek Zawodowy „Górników-Naftowców” PGNIG S.A. w Warszawie, Oddział w Sanoku
- Międzyzakładowy Niezależny Związek Zawodowy „Hutnik” przy ZGH „Bolesław” w Bukownie
- Międzyzakładowy Związek Zawodowy Pracowników BRITISH – AMERICAN TOBACCO POLSKA S.A
- Międzyzakładowy Związek Zawodowy Pracowników Remontów i Serwisu BOT Elektrowni „Opole”
- Niezależny Samorządny Związek Zawodowy Funkcjonariuszy i Pracowników Więziennictwa
- Niezależny Samorządny Związek Zawodowy Funkcjonariuszy Straży Granicznej
- Niezależny Samorządny Związek Zawodowy Kierowców Autobusów Komunikacji Miejskiej RP
- Niezależny Samorządny Związek Zawodowy Listonoszy Poczty Polskiej
- Niezależny Samorządny Związek Zawodowy Policjantów
- Niezależny Samorządny Związek Zawodowy „Solidarność '80"
- Niezależny Samorządny Związek Zawodowy „Solidarność 80" KWK „Jas-Mos” w Jastrzębiu-Zdroju
- Niezależny Samorządny Związek Zawodowy „Solidarność '80" Stoczni Szczecińskiej „Nowa”
- Niezależny Samorządny Związek Zawodowy Pracowników „Jedność” przy Wojewódzkim Szpitalu Obserwacyjno-Zakaźnym w Toruniu
- Niezależny Samorządny Związek Zawodowy Pracowników Policji
- Niezależny Samorządny Związek Zawodowy Pracowników Pożarnictwa
- Niezależny Samorządny Związek Zawodowy Pracowników Schronisk dla Nieletnich i Zakładów Poprawczych
- Niezależny Samorządny Związek Zawodowy Pracowników Miejskiego Przedsiębiorstwa Oczyszczania w Kielcach
- Niezależny Związek Zawodowy Kierowców
- Ogólnokrajowe Zrzeszenie Związków Zawodowych Pracowników Ruchu Ciągłego
- Ogólnokrajowy Związek Zawodowy „Forum”
- Ogólnopolski Związek Zawodowy Lekarzy
- Ogólnopolski Związek Zawodowy Oficerów i Marynarzy
- Ogólnopolski Związek Zawodowy Pielęgniarek i Położnych
- Ogólnopolski Związek Zawodowy Położnych
- Ogólnopolski Związek Zawodowy Pracowników Administracji i Obsługi Służby Zdrowia
- Ogólnopolski Związek Zawodowy Pracowników Bloku Operacyjnego Anestezjologii i Intensywnej Terapii
- Ogólnopolski Związek Zawodowy Pracowników Diagnostyki Medycznej i Fizjoterapii
- Ogólnopolski Związek Zawodowy Pracowników Oświaty i Kultury
- Ogólnopolski Związek Zawodowy Straż Pocztowa
- Ogólnopolski Związek Zawodowy Techników Medycznych Elektroradiologii
- Porozumienie Związków Zawodowych „Kadra”
- Wolny Związek Zawodowy „Forum–Oświata”
- Związek Zawodowy Inżynierów i Techników
- Związek Zawodowy Kapitanów i Oficerów
- Związek Zawodowy Kierowców PeKaeS Transport S.A.
- Związek Zawodowy Kierowców w Polsce
- Związek Zawodowy Kierowców i Pracowników Komunikacji Miejskiej w Płocku
- Związek Zawodowy Liga Pracy
- Związek Zawodowy Kontra 2000 z siedzibą w Stalowej Woli
- Związek Zawodowy Marynarzy i Rybaków Kontraktowych
- Związek Zawodowy „Okrętowiec”
- Związek Zawodowy Pracowników Komunalnych Regionu Kujawsko-Pomorskiego
- Związek Zawodowy Pracowników Komunikacji Autobusowej w Gdyni
- Związek Zawodowy Pracowników Komunikacji Miejskiej w RP
- Związek Zawodowy Pracowników Lotnictwa Cywilnego
- Związek Zawodowy Pracowników Przedsiębiorstwa Państwowego „Porty Lotnicze” Pracowników Spółek z Udziałem Przedsiębiorstwa i Lotnisk Niekomunikacyjnych
- Związek Zawodowy Pracowników RUCH S. A. „Kadra”
- Związek Zawodowy Pracowników Technicznych i Ekonomicznych Bydgoskich Zakładów Przemysłu Gumowego Stomil S.A.
- Związek Zawodowy Pracowników Totalizatora Sportowego Sp. z o.o. „Forum”
- Związek Zawodowy Pracowników Warsztatowych (PKP)
- Związek Zawodowy Pracowników Zakładu Szybkiej Kolei Miejskiej „Cisowa”

## Przewodniczący
- Wiesław Siewierski (2002–2010)
- Tadeusz Chwałka (2010–2015)
- Dorota Gardias (od 2015)

## Siedziba
Pierwsza siedziba mieściła się w Bydgoszczy przy ul. Fordońskiej 55 (2002-2006), kolejna w budynku b. domu towarowego z 1911 (proj. Fritz Weidner) przy pl. Teatralnym 4 (2006-2016), następnie w Warszawie w budynku Związku Nauczycielstwa Polskiego z 1932 (proj. Teodor Bursche) przy ul. Juliana Smulikowskiego 6/8 (2016-2020), obecnie przy  ul. Jana III Sobieskiego 102a, lokal nr. U7 (2020-).